# Hype (musikal)
Hype är en finlandsvensk musikal som hade premiär på Svenska Teatern i Helsingfors den 19 januari 1994.
Musikalen, som handlar om två ungdomsgäng, spelades av amatörer och blev en enorm kritiker- och publiksuccé. Den spelades 216 gånger under ett och ett halvt år och sågs av nära 130 000 personer, huvudsakligen ungdomar. Technomusiken släpptes senare på CD.
I april 1995 spelades musikalen i Åbo för en publik på omkring  8 000 personer. En videoinspelning med samma skådespelare och dansare släpptes samma år och såldes i omkring 30 000 exemplar.
Äldre finlandssvenskar tyckte att det var opassande att bygga en föreställning på amatörer, men ungdomarna älskade det. Mängder av fans samlades varje kväll utanför Svenska Teatern för att få en skymt av sina idoler.
Hype var teaterns största framgång till 2012 då publiksiffrorna slogs av musikalen Kristina från Duvemåla.
År 2020 visade Yle den nyinspelade dokumentärfilmen Hype Forever med samma skådespelare som hade huvudrollerna i musikalen 1994.